# Radiospongilla inesi
Radiospongilla inesi is een gewone sponsensoort uit de familie van de Spongillidae. De wetenschappelijke naam van de soort is voor het eerst geldig gepubliceerd in 2011 door Nicacio & Pinheiro.